# Ahmed Al Safi
Ahmed Al Safi, hoặc (احمد الصافي), là một họa sĩ điêu khắc sinh ra ở Diwaniya, Iraq năm 1971.
Al Safi đã nghiên cứu điêu khắc tại Học viện Mỹ thuật ở Baghdad. Anh đã giành được Giải Ismail Fatah Al Turk dành cho nhà điêu khắc trẻ năm 2000.
Nghệ thuật của Ahmed Al Safi phản ánh các mối quan tâm của thế hệ các nghệ sĩ Iraq thập niên 1990 sống trong thời độc tài trong nước và cấm vận quốc tế. Dù trong thời kỳ này, anh vẫn có phòng trưng bày triển lãm điêu khắc và tranh riêng ở thủ đô Baghdad, các tác phẩm của anh đã được các nhà ngoại giao nước ngoài sưu tầm, đã thu hút khách tham quan phương tây và các nhà sưu tập Trung Đông. Từ năm 2005, anh đã sinh sống ở Pháp.